# ميا فراي
ميا فراي (بالإنجليزية: Mia Frye)‏ هي مصممة رقص أمريكية، ولدت في 12 فبراير 1965 في نيويورك في الولايات المتحدة.

## وصلات خارجية
- الموقع الرسمي
- ميا فراي على موقع IMDb (الإنجليزية)
- ميا فراي على موقع ألو سيني (الفرنسية)
- ميا فراي على موقع ميوزك برينز (الإنجليزية)
- ميا فراي على موقع ديسكوغز (الإنجليزية)
- ميا فراي على موقع قاعدة بيانات الفيلم (الإنجليزية)